# Arte de projetar em arquitetura
Arte de projetar em arquitetura, (alemão: Bauentwurfslehre ), também conhecido simplesmente como Neufert, é um livro de referências ergonômicas para a criação de projetos. Publicado pela primeira vez em 1936, por Ernst Neufert, conta com 39 edições em alemão e traduções para 17 idiomas, tendo vendido mais de 500.000 cópias. A primeira versão em inglês, Architects' data, foi publicada em 1970. Até 1986, Ernst Neufert foi o editor, depois o seu filho Peter assumiu a publicação através de sua empresa AG Neufert Mittmann Graf Partner, até sua morte em 1995.

## Conteúdo
O livro foi concebido para ajudar o projeto de edifícios, fornecendo amplas informações sobre os requisitos ergonômicos e layouts funcionais de construção. Milhares de desenhos ilustram o texto, organizados de acordo com as tipologias de construção. Atualmente conta com mais de 550 páginas. Torna-se uma obra padrão que trata da padronização e planeamento de edifícios na fase de projeto. Esta coleção de padrões, dimensões e áreas de distância é ilustrada através de desenhos detalhados como exemplo, que vão desde a ergonomia do ambiente humano até os requisitos específicos de várias tarefas de construção, até considerações tipológicas gerais de construção. O livro foi concebido como um auxílio para estudantes e arquitetos e como um guia para construtores e planeadores.
Deve-se fazer referência aqui aos “Regulamentos de Construção” de Ernst Neufert, publicados em 1943. As regulamentações dimensionais discutidas representam uma expansão detalhada da teoria de projeto de edifícios e constituem o requisito básico da DIN 4172 (regulamentações dimensionais na construção de edifícios). A “medida regulamentada” listada no subtítulo do regulamento de construção nada mais é do que a medida/módulo básico declarado por Vitrúvio no seu tratado "De architectura libri decem" como sendo a base do projecto arquitectónico. Nas ilustrações do título de sua obra, Ernst Neufert já se refere ao “homo bene figuratus” apresentado por Vitrúvio, o cânone das proporções do corpo humano, (Homo quadratus e Homo circularis); O homem é, portanto, a medida de todas as coisas. Todos os sistemas de medição nas civilizações antigas, na Antiguidade, na Idade Média, no Renascimento e até aos dias de hoje baseiam-se em séries de medidas antropométricas  (pés, côvados... metros = 3 pés).

## Influência
O artista argentino Guillermo Kuitca trabalhou na racionalização da arquitetura dentro da sua obra "Neufert Suite" em 1998.